# Pilar Vallugera i Balañà
Pilar Vallugera i Balañà (Barcelona, 13 d'octubre de 1967) és advocada i política catalana. Va ser regidora de l'Ajuntament de Barcelona per Esquerra Republicana de Catalunya del 2003 al 2007.
És llicenciada en dret per la Universitat de Barcelona. Fou cap de la Unitat de Subscripcions de l'Entitat Autònoma del Diari Oficial i de Publicacions de la Generalitat de Catalunya entre 1989 i 2003 i actualment és cap de l'Àrea de Coordinació Editorial del mateix organisme.
Fou membre de l'executiva nacional de les Joventuts d'Esquerra Republicana de Catalunya i posteriorment de l'executiva nacional d'Esquerra Republicana. Fou regidora ponent de dona i drets civils a l'Ajuntament de Barcelona. També fou membre de la Comissió de Presidència, Hisenda i Coordinació Territorial, vicepresidenta de la Comissió d'Urbanisme, Infraestructures i Habitatge (portaveu) i portaveu de la Comissió de Cultura, Educació i Benestar Social. Va impulsar la celebració del Fòrum Mundial de les Dones en el marc del Fòrum Universal de les Cultures celebrat a Barcelona l'any 2004. És casada i té dos fills.
És candidata a les eleccions generals espanyoles de 2019 per la candidatura d'Esquerra Republicana de Catalunya - Sobiranistes.